# Ilhat
Ilhat – miejscowość i gmina we Francji, w regionie Oksytania, w departamencie Ariège.
Według danych na rok 2010 gminę zamieszkiwało 126 osób, a gęstość zaludnienia wynosiła 18 osób/km².